# Bodlochlup

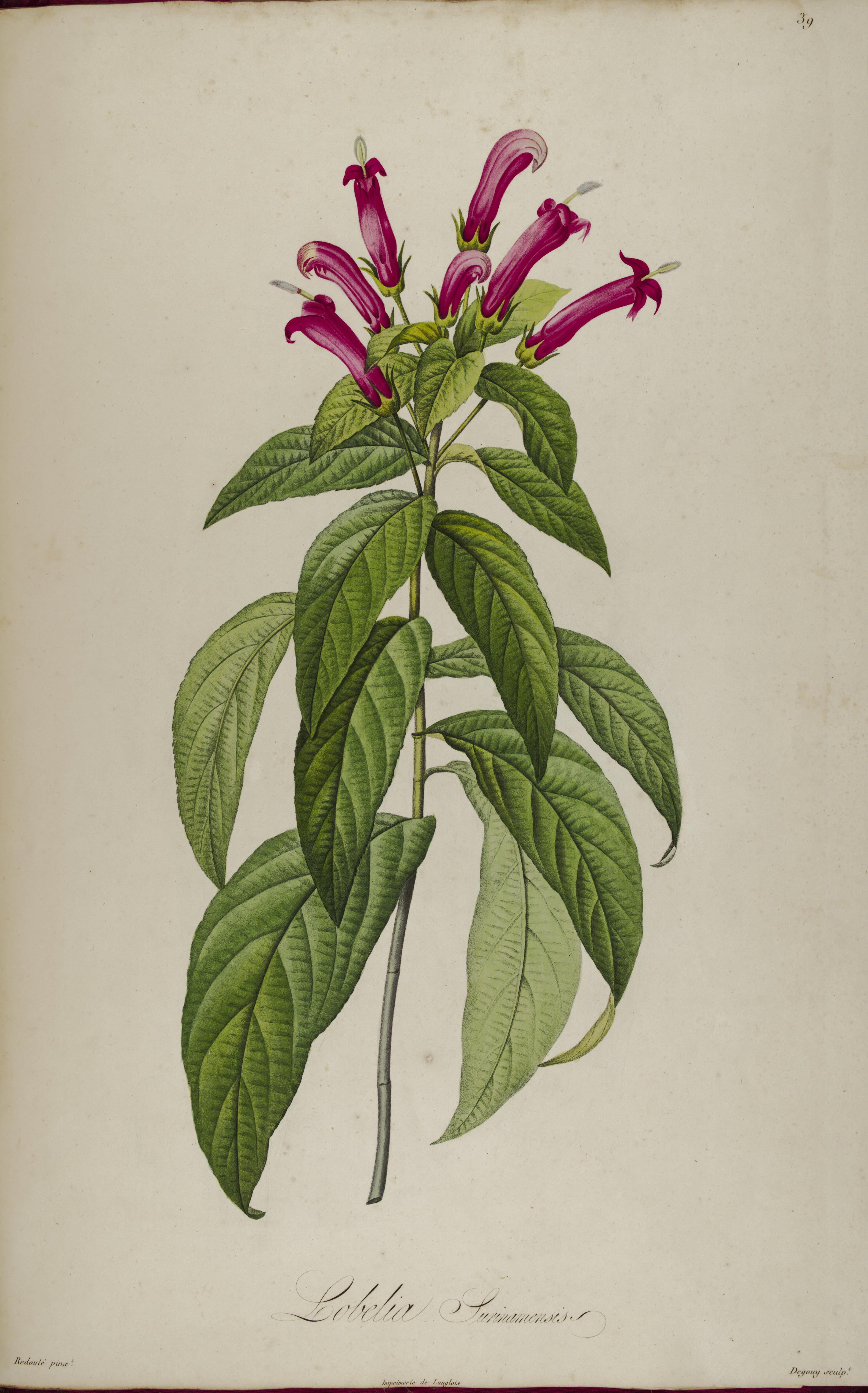
Centropogon cornutus na ilustraci z roku 1813

Bodlochlup (Centropogon) je rod rostlin z čeledi zvonkovité. Jsou to byliny, keře a liány s jednoduchými střídavými listy a nápadnými, výrazně dvoustranně souměrnými květy, které jsou opylovány kolibříky nebo netopýry. Plodem je bobule. Rod zahrnuje asi 213 druhů a je rozšířen výhradně v tropické Americe. Centrum rozšíření je v jihoamerických Andách.
Hospodářský význam bodlochlupů je malý. Některé druhy jsou využívány v domorodé medicíně.

## Popis
Bodlochlupy jsou více či méně dužnaté byliny s polodřevnatým stonkem nebo keře, někdy i šplhavé liány. Listy jsou jednoduché, střídavé, řapíkaté, obvykle s celokrajnou, zoubkatou, jemně pilovitou nebo výjimečně hluboce laločnatou čepelí. Květy jsou středně velké až velké, obvykle jednotlivé a úžlabní, u některých druhů uspořádané do vrcholových chocholíků či hroznů. Kališní lístky mohou být volné nebo srostlé. Koruna je obvykle jasně červená, oranžová, purpurová nebo žlutá, řidčeji zelená nebo bílá, trubkovitá až dvoupyská, výrazně dvoustranně souměrná, zakončená nestejnými laloky. Horní lalok bývá větší a někdy je srpovitě zahnutý. Tyčinky jsou srostlé do trubičky. Čnělka nese dva zaoblené bliznové laloky. Plodem je dužnatá bobule s mnoha semeny.

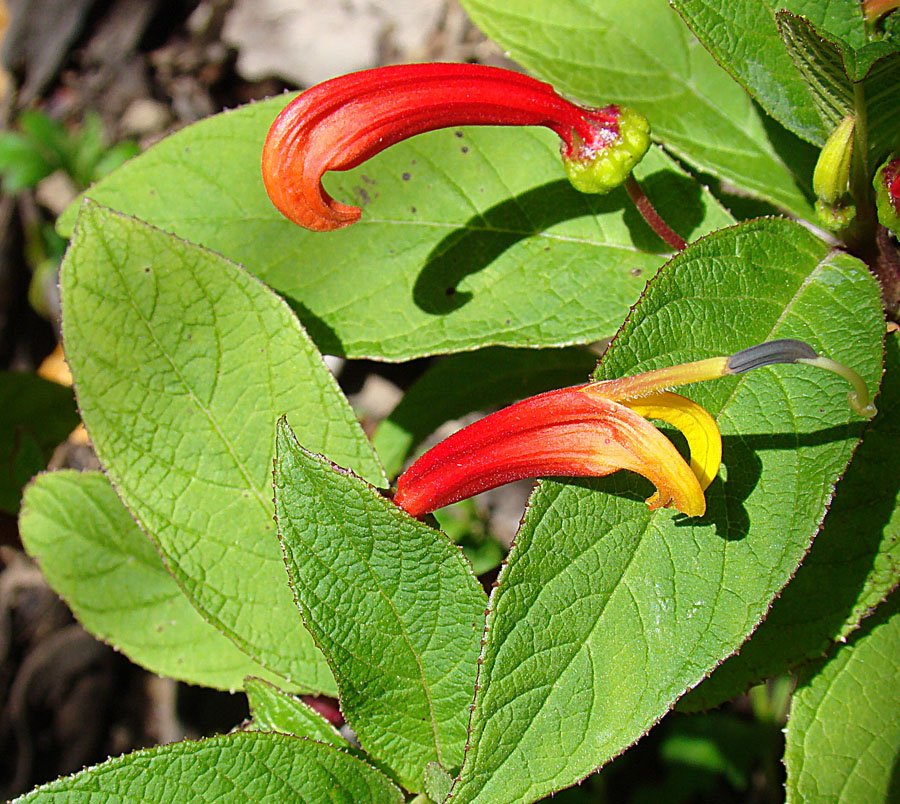
Centropogon grandidentatus
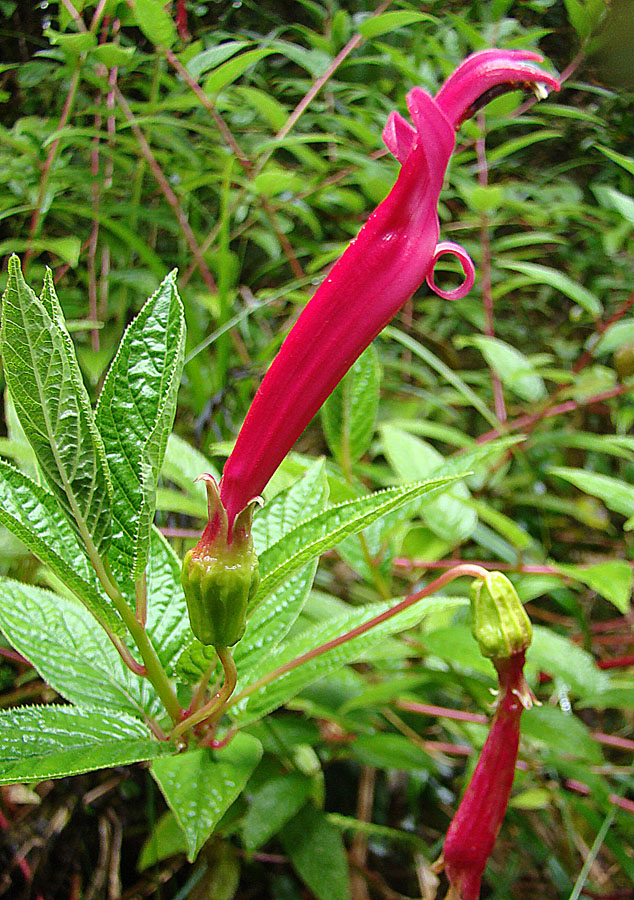
Centropogon talamancensis
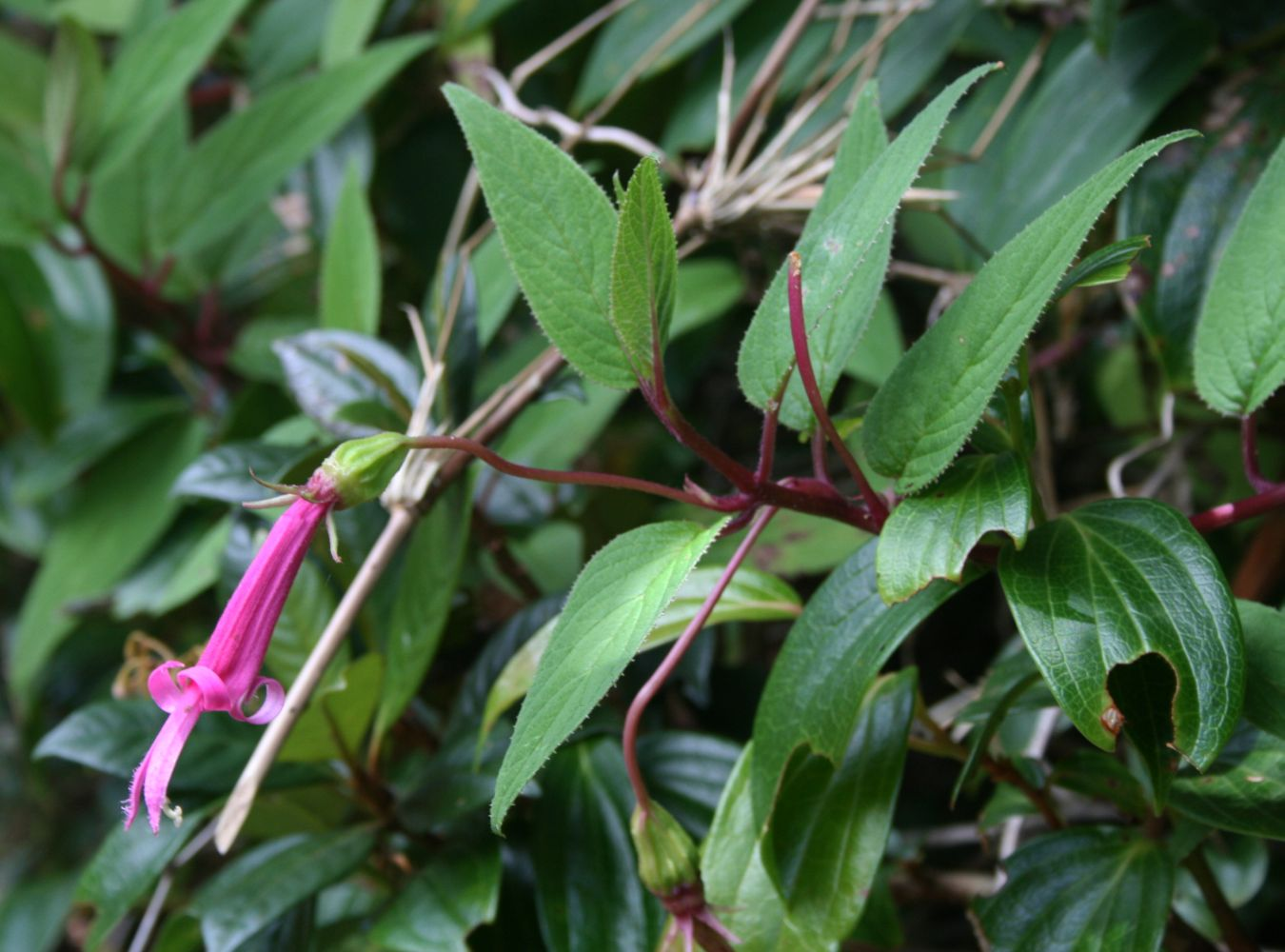
Centropogon gutierrezii

## Rozšíření
Rod zahrnuje asi 213 druhů. Je rozšířen výhradně v tropické Americe od jižního Mexika po Peru a Bolívii a na Malých Antilách. Centrum rozšíření rodu je v montánním stupni jihoamerických And v oblasti od Kolumbie po Bolívii. V Kolumbii roste okolo 80 druhů, v Ekvádoru a Peru asi po 50. Ze Střední Ameriky je udáváno 14 druhů. Některé druhy rostou i nad hranicí lesa v páramu, a to až do nadmořských výšek okolo 3500 metrů. Některé druhy rostou jako epifyty.

## Ekologické interakce
Tvar květů bodlochlupů je podobně jako jejich barva a vůně přizpůsoben opylovačům. Část druhů má nevonné, jasně zbarvené (červené, oranžové nebo růžové) květy se zúženým korunním ústím, které jsou opylovány kolibříky. Některé druhy mají nápadně prohnutou korunní trubku a jsou specializovány na opylování kolibříky se zahnutým zobákem, jako je např. kolibřík orlozobec (Eutoxeres aquila).
U některých druhů došlo ke specializaci na opylování netopýry. Tyto druhy mají bledě zbarvené květy, které se otevírají na noc a silně, čpavě voní. Příkladem může být druh Centropogon nigricans se zelenožlutými květy, které navštěvuje nektarožravý netopýr glosofága bezocasá (Anoura geoffroyi). Daný druh netopýra má nejdelší jazyk ze všech savců, jehož délka koresponduje s výjimečnou délkou květů zmíněného bodlochlupu, dosahující délky přes 8 cm.

## Taxonomie
Rod Centropogon je v rámci čeledi Campanulaceae řazen do podčeledi Lobelioideae. Mezi blízce příbuzné rody náleží Burmeistera a Siphocampylus. Podle výsledků molekulárních studií je rod v současném pojetí parafyletický a vyžaduje taxonomickou revizi.

## Význam

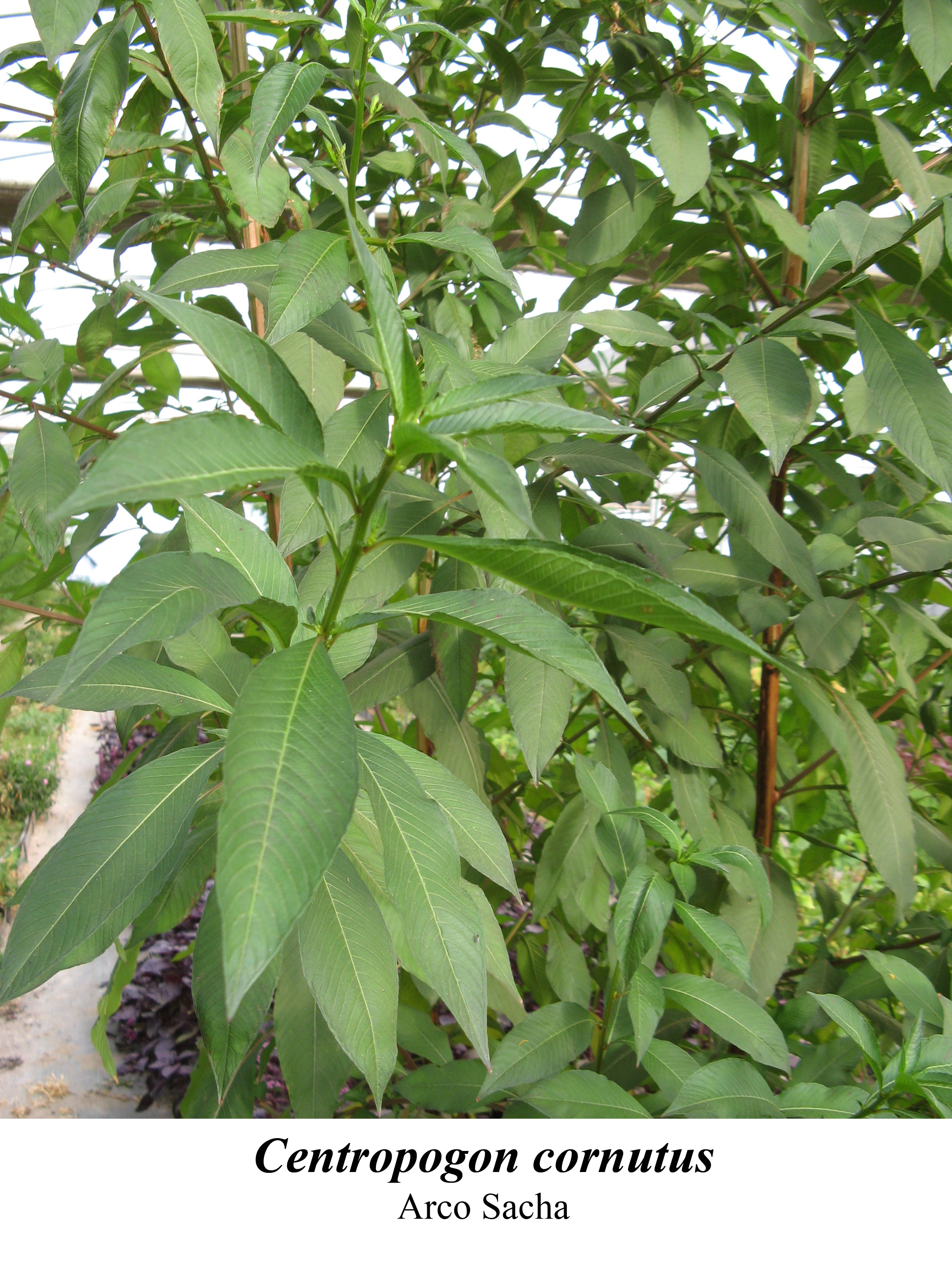
Centropogon cornutus ve skleníku

Hospodářský význam bodlochlupů není velký. Druh Centropogon cornutus slouží v Guyaně při léčení venerických chorob, při potížích s močovým ústrojím. Šťáva se používá na podrážděné oči.